# Hyphesma atromicans
Hyphesma atromicans är en biart som först beskrevs av Cockerell 1913.  Hyphesma atromicans ingår i släktet Hyphesma och familjen korttungebin. Inga underarter finns listade i Catalogue of Life.

## Bildgalleri

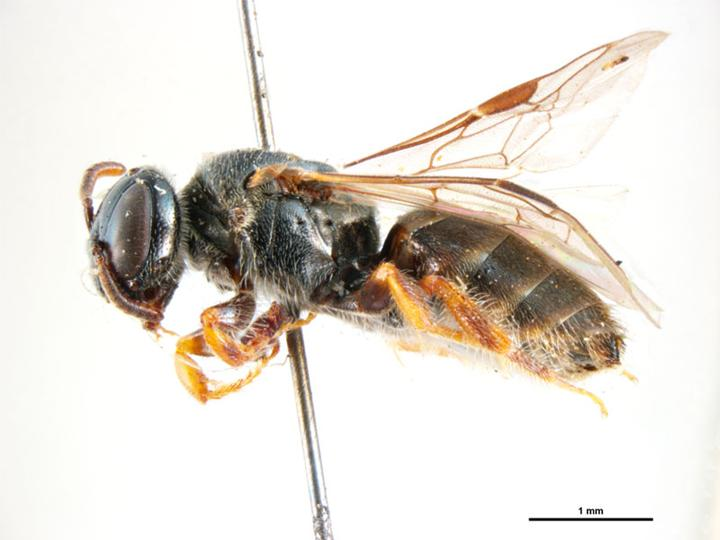
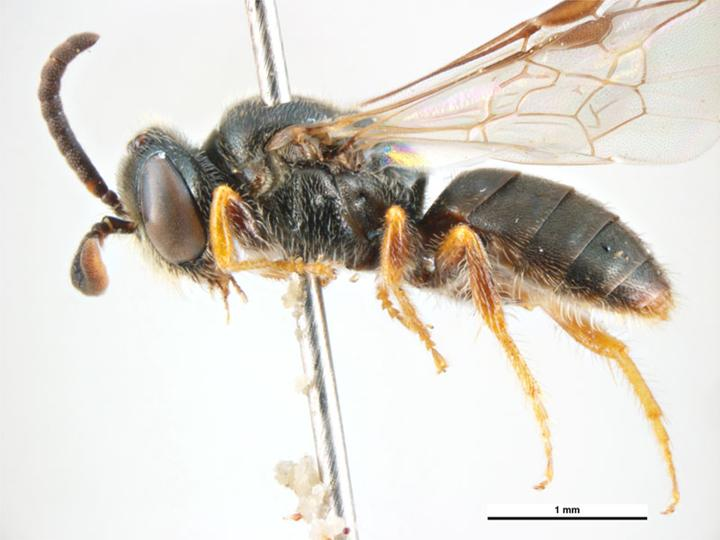